# 石林乡
石林乡，是中华人民共和国安徽省宿州市萧县下辖的一个乡镇级行政单位。

## 行政区划
石林乡下辖以下地区：
石林村、崔阁村、魏楼村、朱大楼村、陶楼村和李庄村。